# Karhusaari (ö i Finland, Egentliga Tavastland)
Karhusaari är en halvö i Finland. Den ligger i sjön Punelia och i kommunen Loppi i den ekonomiska regionen  Riihimäki ekonomiska region  och landskapet Egentliga Tavastland, i den södra delen av landet, 70 km nordväst om huvudstaden Helsingfors.